# Bernard Germain
Pour les articles homonymes, voir Germain.
Bernard Germain, né en 1947 à Reims, est un cinéaste, auteur et alpiniste français. Docteur en recherches cinématographiques, il a réalisé de nombreux films documentaires et écrit plusieurs ouvrages. Également guide de haute montagne, il a réalisé une trentaine de premières ascensions sur plusieurs sommets du monde et dirige La Montagne et Alpinisme, la revue de la Fédération française des clubs Alpins et de montagne.

## Biographie
Bernard Germain est d'abord enseignant d'éducation physique puis de lettres, entre 1968 et 1987. Il découvre l'alpinisme jeune et obtient le Diplôme d'État de guide de haute-montagne à l'âge de 26 ans. Il participe à de nombreuses expéditions sur les sommets des Alpes, en Alaska, en Antarctique, dans les Andes et en Himalaya. En 1992 il est membre de l'expédition Top'7 avec Christine Janin : l'ascension des Sevent Summits, les plus hauts sommets de chacun des sept continents. Muni de sa caméra, il fera de cette année d'aventures autour du monde un film intitulé Au fil des cimes.
Depuis les années 1980 Bernard Germain a réalisé environ 70 reportages et documentaires. Sa filmographie est éclectique mais plusieurs thématiques traversent son œuvre, dont la montagne, l'équitation et les problèmes sanitaires en Afrique. Il a souvent travaillé en collaboration avec la maison de production MC4 et la chaîne télévisuelle Equidia. Auteur de documentaires de création, il a remporté des prix dans de multiples festivals de cinéma de montagne.
Il publie en 2019 un dictionnaire de la montagne au cinéma, Dico Vertigo. Il y commente et analyse 500 films de tous genres, « où la montagne occupe une place primordiale, tantôt théâtre de l’action tantôt personnage et toujours présence décisive. »

## Filmographie documentaire
- 1964 : Abattoir, grandeur et décadence de la race chevaline (3 min)
- 1980 : Annapurna, premier 8000 à skis (90 min)
- 1981 : Un pic pour Lénine (55 min)
- 1983 : Le concerto d'Alaska (39 min)
- 1984 : Ainsi grimpait Zarathoustra (2min 30)
- 1986 : Les haleines du dieu Gongo (27 min)
- 1987 : Moussa, l'enfant dogon des falaises (27 min)
- 1987 : Les Phasmes (50 min)
- 1988 : La sirène et le ballon (20 min)
- 1989 : Everest turbo, la tentation (26 min)
- 1990 : Le voyage d'un Vauclusien à l'Everest (13 min)
- 1990 : L'Everest des Droits de l'Homme (26 min)
- 1991 : Avoir 16 ans et toutes les Andes (27 min)
- 1991 : Désir d'Everest avec Christine Janin (37min)
- 1992 : Au fil des cimes avec Christine Janin (54 min)
- 1996 : L'Africain volant (53 min)
- 1996 : Petite montagne, grande balade (25 min)
- 1997 : Médecins des alpinistes (26 min)
- 1998 : L'extrême siècle (60 min)
- 1998 : Nuit blanche, terre bleue (62 min)
- 1999 : Malaria News (trente documents d'information de 7 minutes chacun)
- 1999 : Paludisme, l'hécatombe silencieuse (52 min)
- 2000 : L'évangéliaire d'Ebbon (17 min)
- 2001 : Saveurs et dive douceur (52 min)» et Le secret des bulles (52min) dans le cadre de la série « La Route des vins »
- 2001 : Danaya Nono, le lait-confiance (51 min)
- 2001 : Les Chevaux de l'Equité (54 min)
- 2002 : Les Bébés cavaliers (54 min)
- 2003 : L’école de Voltigeurs (55 min)
- 2004 : Le galop du bac (55 min)
- 2004 : Les cavaliers de grande randonnée (57 min)
- 2005 : Au rythme des poulains (54 min)
- 2006 : Le Cheval à L’Université (55 min)
- 2006 : La chevauchée de l’alternance (57 min)
- 2007 : Gérard Rondeau, hors cadre (26 min)
- 2009 : Le Cheval de l’Everest (53 min)
- 2010 : Vietnam, le monde des courses (52 min) coréalisé avec Delphine Oger
- 2010 : Toa, Cavalier Hmong coréalisé avec Delphine Oger (54 min)
- 2011 : La conquête de l’ouest coréalisé avec Delphine Oger (52 min)
- 2012 : Le cheval en Voyage coréalisé avec Delphine Oger (52 min)
- 2013 : Le Nouveau Refuge du Goûter (53 min)
- 2012 - 2013 : Collection Les Châteaux de la Loire (9 documentaires de 52 min coréalisés avec Olivier Hennegrave et Delphine Oger)
- 2008-2017 : Collection L’Europe des 28 par ses sommets (9 documentaires 52 min)

## Œuvres littéraires

### Romans
- Les Phasmes, Glénat, 1982

### Récits
- Annapurna, premier 8000 à ski, Fernard Nathan, 1980, récompensé par le prix Louis-Castex de l'Académie française en 1981[6]
- Les Tigres des neiges, Editions Ouest- France, 1992

### Cinéma
- Dico Vertigo, dictionnaire de la montagne au cinéma, Paulsen, 2019[7]
- Documentaires, spectateurs et institutions. Lecture du réel au cinéma et à la télévision, thèse rédigée sous la direction du Pr Roger Odin, Université Sorbonne Nouvelle, 1997

## Distinctions

### Récompenses cinématographiques
- Grand Prix du Festival international du Film de montagne et d'exploration de Trento (Italie) pour Le concerto d'Alaska
- Grand Prix du Festival de San Sebastian pour Annapurna, premier 8000 à skis
- Plume d'Or au Festival de San Sebastian pour Ainsi grimpait Zarathoustra
- Diable d'Or au Festival International des Films Alpins des Diablerets pour Les phasmes et Désir d'Everest
- Prix du Meilleur documentaire au Festival du film de montagne et d'aventure d'Autrans pour Le Cheval de l’Everest

### Décorations
- Chevalier de l'ordre national du Mérite (1972)